# Yehudi Menuhin
Sir Yehudi Menuhin, barone Menuhin (New York City, 22 aprile 1916 – Berlino, 12 marzo 1999), è stato un violinista statunitense con cittadinanza britannica naturalizzato svizzero.
Nativo degli Stati Uniti, trascorse gran parte della sua carriera di violinista e direttore d'orchestra in Gran Bretagna.

## Biografia

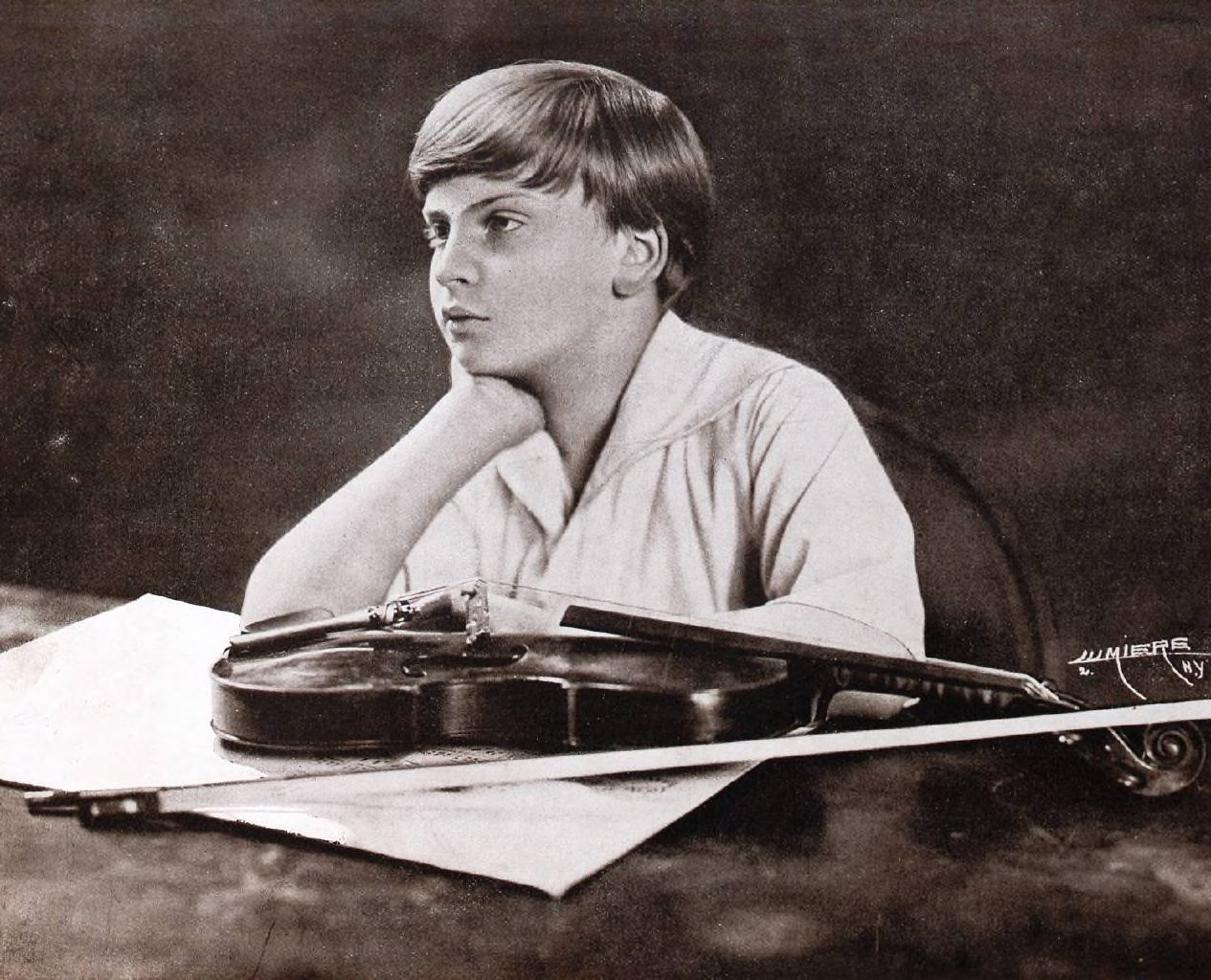
Yehudi Menuhin a dodici anni

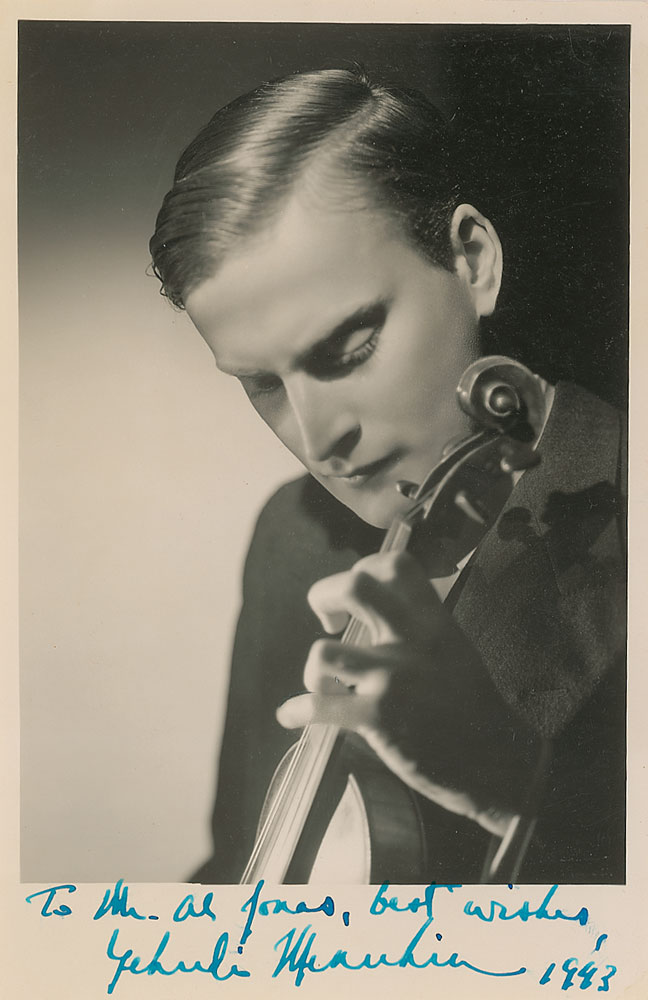

Nato negli Stati Uniti da genitori ebrei (il nome Yehudi significa “ebreo” in ebraico), primo di tre figli divenuti poi tutti celebri musicisti (le due sorelle, Hephzibah e Yaltah, furono entrambe pianiste), Menuhin iniziò all'età di tre anni lo studio del violino sotto la guida di Sigmund Anker.
Bambino prodigio, fece il suo primo concerto all'età di sette anni, accompagnato dalla San Francisco Symphony Orchestra. In seguito Menuhin studiò con Louis Persinger e con il compositore e violinista rumeno George Enescu. Di quel periodo esistono alcune preziose incisioni con la sorella Hephzibah al pianoforte. 
Yehudi Menuhin si sposò due volte. Prima con Nola Nicholas, figlia di un industriale australiano e sorella del primo marito di Hephzibah (Lindsay Nicholas). Ebbero due figli: Krov e Zamira. Dopo il loro divorzio, sposò la ballerina e attrice inglese Diana Gould, dalla quale ebbe altri due figli: Gerard e Jeremy Menuhin, quest'ultimo pianista.
Nel febbraio 1927 esegue un recital diretto da Paul Paray al Théâtre du Châtelet di Parigi.
Nell'aprile 1929 suona nel suo primo concerto nella Alte Philharmonie Saal di Berlino, con musiche di Johann Sebastian Bach, Ludwig van Beethoven e Johannes Brahms, diretto da Bruno Walter.
A partire dal 1930 cominciò inoltre a studiare sotto la tutela del violinista Adolf Busch nella città di Basilea. Fu lì che, per la prima volta, si dedicò allo studio della lingua tedesca.
Menuhin si recò a più riprese a San Francisco, esibendosi come solista con la San Francisco Symphony Orchestra. Memorabile fu l'esecuzione del concerto per violino e orchestra di Sir Edward Elgar, registrato da Menuhin a Londra sotto la guida del compositore per His Master's Voice (HMV) nel 1932.
Di sé stesso in quel periodo diceva che avrebbe voluto avere «l'eleganza di Kreisler, la sonorità di Elman ("il violino parlante") e la tecnica di Heifetz», ma in effetti nei suoi anni giovanili raggiunse livelli di eccellenza artistica (maestria tecnica, in particolare tecnica dell'arco, e profondità interpretativa) tali da far ritenere le sue prime incisioni (per esempio quella del concerto per violino e orchestra di Mendelssohn) come un punto di riferimento assoluto per le generazioni successive.
Nel 1937 presentò, con la Saint Louis Symphony Orchestra diretta da Vladimir Golschmann, la prima esecuzione americana del Concerto per violino e orchestra in re minore WoO 23 (opera postuma) di Schumann. La prima esecuzione mondiale aveva avuto luogo alcune settimane prima a Berlino, con Georg Kulenkampff solista e Karl Böhm a dirigere i Berliner Philharmoniker, un evento sfruttato dalla propaganda nazista. Menuhin considerò quest'opera di Robert Schumann il "nesso storico mancante" tra i concerti per violino e orchestra di Beethoven e di Brahms, e contraddisse il pregiudizio che, dichiarandola violinisticamente ineseguibile e frutto di una mente ormai folle, ne aveva determinato l'accantonamento per oltre ottant'anni.
Yehudi Menuhin si esibì per le truppe alleate durante la Seconda guerra mondiale e, nell'aprile 1945, con il compositore Benjamin Britten, suonò per i deportati del campo di concentramento di Bergen-Belsen, dopo la sua liberazione. In Germania fece ritorno nel 1947, accettando di suonare sotto la direzione di Wilhelm Furtwängler: un significativo atto di riconciliazione, da parte di un musicista ebreo.
Incontrò in seguito notevoli difficoltà fisiche, forse dovute all'iperattività dei primi anni di studio e di esibizioni, che non gli permettevano più la sfolgorante padronanza dello strumento manifestata nel primo periodo della sua attività. La pratica di tecniche di meditazione e lo yoga lo aiutarono a contrastare per quanto possibile questi problemi.
A Salisburgo esegue nel 1946 il Concerto per violino in mi maggiore (Bach) ed il Concerto per violino e orchestra (Beethoven) diretto da Antal Doráti, nel 1947 il Concerto per violino e orchestra (Brahms) con i Wiener Philharmoniker diretto da Wilhelm Furtwängler, nel 1950 un recital con il pianista Paul Schilhawsky, nel 1953 un concerto per violino solo, nel 1954 con Louis Kentner e nel 1986 dirige un concerto nel quale suona nel Concerto per due violini di Johann Sebastian Bach.
Al Teatro La Fenice di Venezia esegue nel 1949 il Concerto per violino e orchestra n. 1, in re maggiore, Op. 6 di Niccolò Paganini e nel 1950 il Concerto per violino e orchestra di Felix Mendelssohn e nel 1983 un concerto per la vittoria del premio "Una vita nella musica" sotto l'Alto Patronato del Presidente della Repubblica.
Nel 1952 suona nella prima esecuzione assoluta postuma nella Carnegie Hall di New York del Concerto per violino e orchestra d'archi in Re minore di Felix Mendelssohn.
Nel 1958 tiene un recital al Teatro alla Scala di Milano e suona nella prima esecuzione assoluta nell'Esposizione Internazionale di Bruxelles della Fantasy in Two Movements di Ross Lee Finney.
Nel 1963, fondò la Yehudi Menuhin School a Stoke d'Abernon, nel Surrey. La scuola è una delle cinque scuole musicali istituite per bambini in età scolare nel Regno Unito, insieme alla Chetham's School of Music, alla Wells Cathedral School, alla Purcell School e alla St. Mary's Music School di Edimburgo.
Nel 1971 suona nella prima esecuzione nel Berkshire Music Center di Tanglewood a Lenox (Massachusetts) della Sinfonia n. 2 op. 7 di Oliver Knussen diretto dal compositore.
Negli anni '80 incise delle performance jazz con Stéphane Grappelli, e di musica orientale con il suonatore di sitar Ravi Shankar. Nel 1983 diede vita al concorso Yehudi Menuhin International Competition for Young Violinists a Folkestone, Kent.
Nel 1985 gli venne conferita la cittadinanza britannica e poté adottare l'appellativo Sir connesso al titolo di cavaliere commendatore dell'Ordine dell'Impero Britannico, ricevuto vent'anni prima. Nel 1993 fu elevato alla parìa britannica a vita, con il titolo di barone.
Lord Menuhin morì a Berlino nel 1999, dopo una breve malattia, per una complicazione polmonare. Era sopravvissuto di un solo anno alla madre, morta centenaria.
Dopo la sua morte, la Royal Academy of Music si fece carico del Yehudi Menuhin Archive, una delle più complete collezioni dedicate a un singolo musicista.
Il compositore ungherese Béla Bartók scrisse appositamente per lui la Sonata per violino solo.

## Strumenti
- Giovanni Bussetto 1680
- Stradivari
  - Stradivari Soil 1714, dal 1950 al 1986, considerato da alcuni il miglior strumento del mondo. Ceduto in seguito a Itzhak Perlman
  - Prince Khevenhüller 1733
- Guarneri del Gesù
  - d'Egville
  - Pollitzer-Koessler
  - ex-Menuhin, ex-Ebersholt 1739, dal 1978 al 1984
  - Ysaÿe
  - Lord Wilton 1742, dal 1978 al 1999
- Marino Capicchioni, Rimini 1961 - Citato dall'artista in una pubblicità per una nota marca di orologi

## Discografia parziale
- Bach: Sonatas & Partitas, BWV 1004-1006 - Yehudi Menuhin, 2000 EMI
- Bach, Violin Concertos & Chaconne - George Enescu/Orchestre Symphonique De Paris/Yehudi Menuhin, EMI
- Bach, Orchestral Works with Menuhin - Bath Festival Orchestra/George Malcolm/Menuhin Festival Orchestra/Pro Arte Orchestra/Yehudi Menuhin, 2001 EMI
- Bartók, Violin Concertos 1 & 2 - Viola Concerto - Rhapsodies 1 & 2 - Yehudi Menuhin, EMI
- Beethoven, Son. vl. e pf. n. 1-5/Rondò - Menuhin/Kempff, Deutsche Grammophon
- Beethoven, Son. vl. e pf. n. 5, 9 - Menuhin/Kempff, Deutsche Grammophon
- Beethoven, Son. vl. e pf. n. 6-10 - Menuhin/Kempff, Deutsche Grammophon
- Beethoven & Mendelssohn: Violin Concertos - Yehudi Menuhin/Philharmonia Orchestra/Berliner Philharmoniker/Wilhelm Furtwängler, 1984 EMI
- Berlioz: Harold in Italy, Rêverie et Caprice - Philharmonia Orchestra/Sir Colin Davis/Sir John Pritchard/Yehudi Menuhin, EMI
- Brahms, Violin Concerto & Double Concerto - Yehudi Menuhin & Wilhelm Furtwängler, 1990 EMI
- Delius: Violin Sonatas Nos. 1-3, Sonata for String Orchestra, Five Little Pieces - Eric Fenby/Yehudi Menuhin, EMI
- Elgar, Violin Concerto in B Minor, Op. 61 - Yehudi Menuhin/London Symphony Orchestra/Sir Edward Elgar, 2008 Saland
- Elgar - Variations On An Original Theme, "Enigma", OP. 36 - Royal Philharmonic Orchestra/Yehudi Menuhin, 2003 K-tel
- Handel, Water Music - Sonatas - Yehudi Menuhin, 1999 EMI
- Handel: Concerti Grossi, Op. 6 Nos. 1-10 - Yehudi Menuhin/Bath Festival Orchestra, EMI
- Mendelssohn: Violin Concerto - Bruch: Violin Concerto No. 1 - Yehudi Menuhin, 1959 EMI
- Mozart, The Abduction from the Seraglio - Bath Festival Orchestra/Yehudi Menuhin, 2002 Chandos
- Mozart, Violin Concertos - George Enescu/Orchestre Symphonique De Paris/Pierre Monteux/Yehudi Menuhin, EMI
- Paganini, Violin Concerto Nos. 1 & 2 - Alberto Erede/Royal Philharmonic Orchestra/Yehudi Menuhin, EMI
- Schubert, Symphonies Nos. 1 - 6 - Yehudi Menuhin/Bath Festival Orchestra, 1999 EMI
- Tchaikovsky: Symphony No. 6 In B Minor - "Pathetique" & March Slave, Op. 31 - Royal Philharmonic Orchestra/Yehudi Menuhin, 2006 Sheridan Square
- Vivaldi: Violin Concertos, R. 331, 217, 190, 325 & 303; 320 - Jerzy Maksymiuk/John Constable/Polish Chamber Orchestra/Yehudi Menuhin, EMI
- Menuhin Meets Shankar - Ravi Shankar/Yehudi Menuhin, 1966 EMI
- West Meets East, Yehudi Menuhin & Ravi Shankar – 1967 World Record Club - Grammy Award for Best Chamber Music Performance 1968
- Concert of the Century - Stern/Bernstein/Rostropovich/New York Philharmonic/Oratorio Society of New York/Horowitz/Menuhin, 1976 Sony - Grammy Award al miglior album di musica classica 1978
- Gould Meets Menuhin - Glenn Gould & Yehudi Menuhin, 1993 SONY BMG
- Menuhin & Grappelli play - Yehudi Menuhin & Stéphane Grappelli, 1999 EMI
- 100 Best Menuhin - Yehudi Menuhin, EMI
- The Very Best of: Yehudi Menuhin - 2000 EMI

## Riconoscimenti
- Premio musicale Léonie Sonning, 1972
- Premio Ernst von Siemens, 1984
- Kennedy Center Honors, 1986[7]
- Premio Glenn Gould, 1990
- Medaglia Otto Hahn per la Pace, Berlino 1997
- Gli è stato dedicato un asteroide, 52344 Yehudimenuhin[8].

## Filmografia
- La taverna delle stelle (Stage Door Canteen), regia di Frank Borzage (1943)

## Scritti

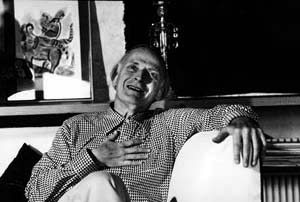
1980

- Adolf Busch als Lehrer, in: Wolfgang Burbach (a cura di), In memoriam Adolf Busch, Hilchenbach-Dahlbruch, Brüder-Busch-Gesellschaft, 1966, p. 29
- Violin. Six Lessons with Yehudi Menuhin, Faber Music Ltd., 1971; tr. it., Il violino. Sei lezioni con Yehudi Menuhin, Milano, Rugginenti Editore, 2010
- Violin and Viola (coautore William Primrose), 1976; tr. it. Il violino e la viola. Tecnica e interpretazione; storia e repertorio, Padova, Franco Muzzio & c. Editore, 1983
- Kunst als Hoffnung für die Menscchheit, München, R. Piper, 1996; tr. it di F. Falletta, G. Pisani, L’Arte: Speranza dell’Umanità, RueBallu Edizioni, Palermo, 2008